# Björn Söderlund
Björn Felix Söderlund, född 9 december 1950, död 28 mars 2012 i Högalids församling i Stockholm, var en svensk handbollstränare.

## Karriär
I början av 1980-talet studerade Björn Söderlund på GIH och 1982 skrev han ett examensarbete med två andra studenter på GIH "Analys av avslutningsförsök". Handledare på GIH var Lars-Erik Säll, Västra Frölunda-tränaren som sedan blev förbundskapten för Sveriges damlandslag. Bengt Söderlund engagerade sig då i Stockholmshandbollen. På 1980-talet var han verksam i IF Swithiod då han förekommer på lagbild från Stena Cup 1983.
Björn Söderlund tränade Hammarby IF:s handbollslag 1983–1987. Parallellt med detta uppdrag var han under fyra år förbundskapten för Sveriges junior- och ungdomslandslag på herrsidan. Efter det gick han över till damhandboll igen. Hav var tränare i Stockholmspolisens IF 1988–1990. De tog sitt senaste SM-guld 1990 med Söderlund som tränare. 1990 gjorde han ett uppehåll i klubblaget. A-landslaget för damer spelade ett framgångsrikt VM-kval och sedan VM i Sydkorea 1990. Efter VM återkom han till "Polisen" 1991 men lämnade laget 1992 för att träna Trondheim i Norge. Ett tvåårskontrakt med Trondheim blev ett år. År 1993 återvände han till Sverige för att träna division I-laget Swithiod, som tog sig till nya allsvenskan under våren. I Swithiod stannade han som tränare till 1995 men var kvar i föreningen som ordförande till år 2000 då man firade 100 år.
Han återkom till Stockholmspolisen 2005 som tränare. Laget slutade på nionde plats i serien och skulle kvala. Motståndare blev Avesta Brovallen HF, som vann med 2–0 i matcher och därmed hade Stockholmspolisen åkt ut ur damelitserien för första gången sedan serien skapades. Björn Söderlund fick inte förnyat förtroende som tränare efter detta misslyckande. Björn Söderlunds sista uppdrag var Gustavsbergs IF, som han ledde 2009–2011 och som han 2011 förde till damallsvenskan. Efter det tog han "time out" från handbollen och avled under våren 2012, 61 år gammal. Björn Söderlund är begravd på Sandsborgskyrkogården i Stockholm.

## Klubbar
- IF Swithiod (–1983)
- Hammarby IF (1983–1987)
- Stockholmspolisens IF (1988–1990, 1991–1992)
- Trondheim (1992–1993)
- IF Swithiod (1993–1995, ordförande 1998–2000)
- Irsta HF (?–?)
- Stockholmspolisen IF (2005–2006)
- Gustavsbergs IF [6] (2009–2011) [8]

## Förbundskaptensuppdrag
- Sveriges junior- och ungdomslandslag herrar (1984–1988)
- Sveriges damlandslag (1988–1991)